# Tiroler Bracke
Die Tiroler Bracke ist eine von der FCI anerkannte österreichische Hunderasse (FCI-Gruppe 6, Sektion 1.2, Standard Nr. 68).

## Herkunft und Geschichtliches
Die Tiroler Bracke stammt, wie alle Brackenrassen, vermutlich von der Keltenbracke ab. Hunde dieses Typs soll schon Maximilian I. um 1500 zur Jagd verwendet haben. Um 1860 begann man in Tirol mit der Reinzucht, 1896 wurde ein Standard erstellt und 1908 wurde sie offiziell anerkannt.

## Beschreibung
Dichtes Stockhaar mit Unterwolle und eine Größe bis 50 cm, bei einem Gewicht von bis zu 22 kg kennzeichnen diesen Hund. Es gibt zwei Farbschläge dieser Rasse:
- Roter Schlag: Rot, hirschrot oder rotgelb.
- Schwarzroter Schlag:  Schwarzer Mantel oder Sattel mit rotem, meist nicht scharf abgegrenztem Brand an den Läufen, Brust, Bauch und Kopf.

Die Ohren sind mittelgroß, breit, hoch angesetzt, unten abgerundet.
Bei beiden Varietäten sind weiße Abzeichen auf Brust und Pfoten erlaubt.